# Yassin Fekir
Yassin Fekir (Lyon, 5 mei 1997) is een Frans voetballer van Algerijnse afkomst die doorgaans speelt als linksbuiten. Hij is de jongere broer van Nabil Fekir.

## Carrière

### Frankrijk
Fekir genoot zijn jeugdopleiding bij FC Vaulx-en-Velin, waar hij op 23 mei 2015 zijn competitiedebuut in het eerste elftal maakte in de competitiewedstrijd tegen FC Gueugnon (2-0-verlies). In datzelfde jaar stapte hij over naar Olympique Lyon, de club waar zijn vier jaar oudere broer Nabil op dat moment al in het eerste elftal speelde. Yassin speelde bij Lyon voornamelijk bij het B-elftal in de CFA, al mocht hij er ook een paar keer optreden in het eerste elftal, waarvan eenmaal samen met zijn broer, namelijk in de competitiewedstrijd tegen Toulouse FC op 3 maart 2019, waarin Nabil een basisplaats kreeg en Yassin na 79 minuten mocht invallen voor Moussa Dembélé. In juli 2017 ondertekende hij zijn eerste profcontract bij Lyon.

### Real Betis
Toen Nabil in juli 2019 een transfer naar Real Betis versierde, volgde Yassin zijn broer naar Sevilla. Ook hier werd hij aanvankelijk ondergebracht in het B-team. In het seizoen 2019/20 werd hij uitgeleend aan CD Guijuelo uit de Segunda División B.
In februari 2021 stroomde Fekir door naar het eerste elftal van Real Betis.